# CSWallet
CSWallet（CSウォレット）は、2018年12月に香港のCSPay Limitedによって開発された暗号通貨のE-ウォレットである。

## CSWallet
そのCSPay Limited（CSPayリミテッド）は、2018年5月に香港で設立され、香港・中国・韓国・日本の4カ国で暗号通貨を利用した国際間電子決済サービスを展開する香港のフィンテック企業。
CSWalletは統合決済システムを提供しており、CSpay（首都支付）、Wechat Pay（微信支付）、 Alipay（支付宝）の三種類の決済サービスを利用することが可能で、オンラインとオフラインのいずれの環境下でも決済を行うことができる。QRコードをベースに「ユーザー読み取り方式」と「店舗読み取り方式」の双方のサービスを提供する他、ユーザーは暗号通貨のE-ウォレット機能を用いて、暗号通貨の個人間送金、暗号通貨の交換や購入などのサービスを利用することも可能。
現在QRコード決済に使える暗号通貨は、BTC（ビットコイン）、ETH（イーサリアム）、CSTOの3種類で、取り扱う暗号通貨を順次増やしていく予定。
海外で使用する際には、現地通貨への両替をすることなく支払いができるようになる。

決済の手続きと精算処理は、オーストラリア証券取引所で上場しているフィンテック・チェーン・リミテッド（ASX : FTG） の完全子会社が行う。また、CSPay Limitedの共同会社であるクワンタム・フィンテック・ペイメント・リミテッドは、2018年6月14日香港特別行政区の税関によって発行されたマネー・サービス・オペレーターのライセンスを取得している。
CSPayは暗号通貨の取引の安全性を確保する「ブロックチェーン」技術だけではなく、Huawei Cloud（ファーウェイ・クラウド）の技術でネットワークのセキュリティー技術とクラウドサーバーサービスも使用している。なお、CSPay LimitedはHuawei Cloudのコンサルティングパートナー（リード）であり、クラウドサーバーサービスの代理店としても承認されている。

## サービス
- サービス
- オンライン・オフライン決済
- 個人間での送金
- 暗号通貨の取引
- 暗号通貨の交換